# Tabô
Tabô (em 
ge'ez: ታቦት, tābōt, às vezes escrito tabot ou tabout) é uma réplica da Arca da Aliança e representa a presença de Deus nas Igrejas Ortodoxa Etíope e Ortodoxa Eritreia. Tabot pode se referir a uma tábua de altar inscrita (tsellat ou tsilit; ge'ez: ጽላት tsallāt, moderno ṣellāt), o baú no qual esta tábua é armazenada (menbere-tabot, ou trono do tabot), ou à tábua e ao baú juntos.
De acordo com Edward Ullendorff, a palavra tabot em ge'ez (uma língua semítica etíope) é derivada da palavra aramaica tebuta (tebota), como a palavra hebraica tebah. Ullendorff afirmou que "O conceito e a função do tabot representam uma das áreas mais notáveis de concordância com as formas de adoração do Antigo Testamento."

## Descrição
O tsellat é geralmente um quadrado de 15 centímetros (6 polegadas) e pode ser feito de alabastro, mármore ou madeira de uma acácia, embora comprimentos maiores de mais de 40 cm (16 polegadas) também sejam comuns. Esta tábua está inscrita com o nome de Jesus e o do santo a quem é dedicada.
Um bispo consagra o tabot (não o edifício da igreja em si), e cada igreja deve ter pelo menos um tabot para conduzir a liturgia. O tabot é mantido no Santo dos Santos da igreja (Qidduse Qiddusan ou Bete Mekdes), onde apenas o clero pode entrar, e é envolto em panos ornamentados para escondê-lo da vista do público. Apenas bispos e padres podem tocar ou manusear um tabot, ou vê-lo sem suas coberturas. Se um leigo tocar em um tabot, um bispo deve reconsagrá-lo antes que uma igreja possa usá-lo novamente.
 

A Eucaristia é administrada a partir do tabot. Durante os festivais da igreja, como o dia da festa patronal ou durante o Timket (conhecido como Epifania ou Teofania), os sacerdotes carregam o tabot ao redor do pátio da igreja em uma procissão elaborada que lembra II Samuel, capítulo 6, em que o Rei Davi lidera o povo dançando diante da Arca. David Buxton descreve uma dessas procissões, no festival de Gebre Menfes Qidus:
Para o observador desinformado, o clímax do serviço chegava ao fim, quando o tabot ou arca era trazido para fora, envolto em panos coloridos, carregado na cabeça de um padre. Quando ele aparecia na porta, as mulheres levantavam o ilil, um grito prolongado e penetrante de alegria. Quando o tabot saía do Bete Mekdes ቤተ መቅደስ, todos desciam ao chão e faziam uma oração. A princípio, o tabot permanecia imóvel, acompanhado por várias cruzes processionais e seus dosséis coloridos, enquanto um grupo de cantores (debtera) realizava a dança litúrgica tão amada pelos abissínios. Terminada a dança, uma procissão se formou, liderada pelo tabot, e lentamente circulou a igreja três vezes no sentido anti-horário. Finalmente, o tabot era levado de volta ao santuário; tudo estava acabado e a assembleia se desfez. Agora, nos tempos modernos, o Tabot aparece sempre que há uma celebração, por exemplo, no Batismo de Jesus, todas as igrejas da área se reúnem com seu tabot e celebram.

## Pilhagem e repatriação de tabots

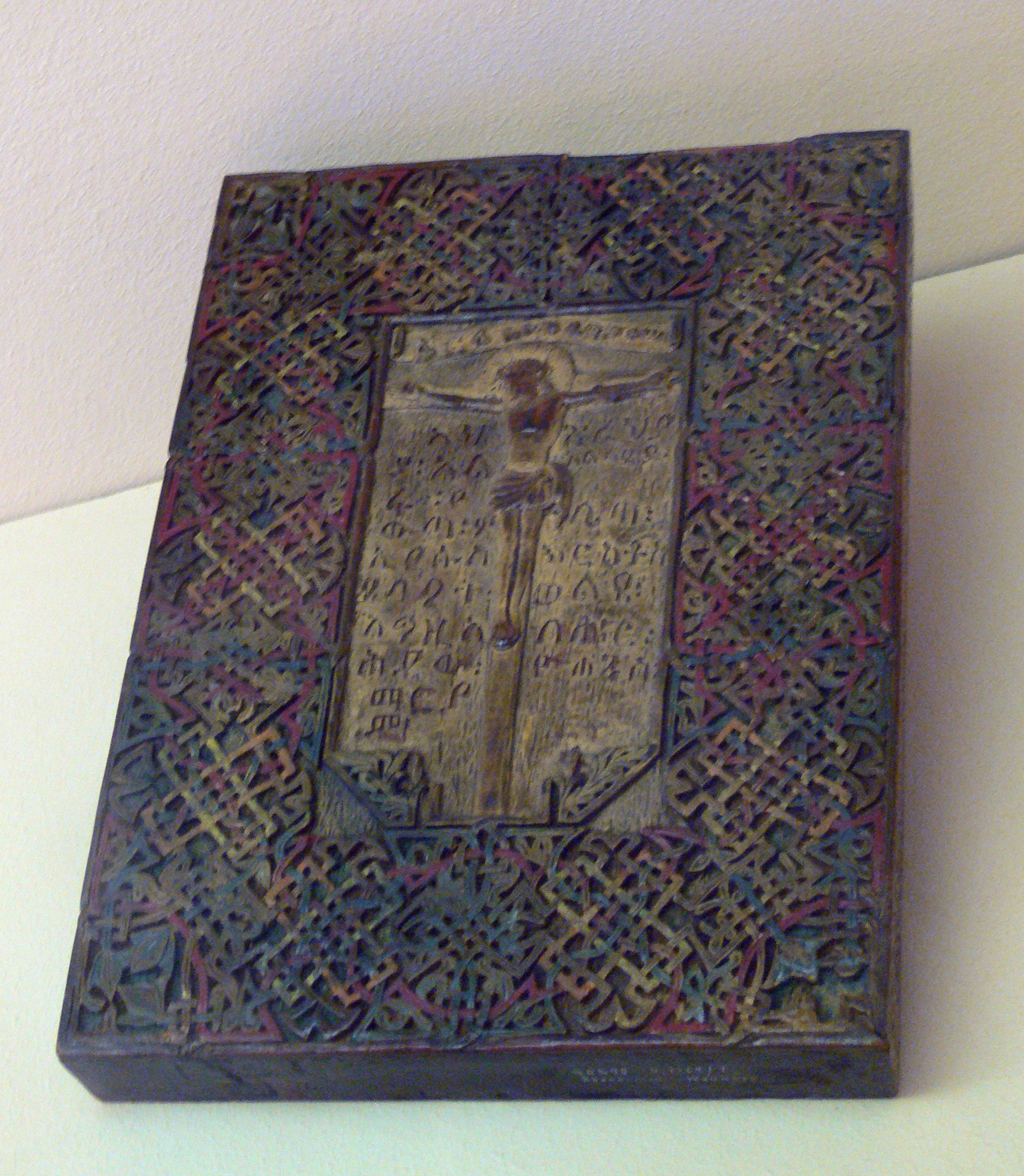
Tabot descoberto no Museu Linden em Stuttgart (2008).

Embora a Etiópia nunca tenha sido colonizada pelos britânicos, muitos tabots foram saqueados por soldados britânicos durante a Expedição à Abissínia de 1868, também conhecida como Batalha de Magdala, e é motivo de raiva entre os etíopes.
O retorno em fevereiro de 2002 de um tabot saqueado, descoberto no depósito da Igreja Episcopal de St. John em Edimburgo, foi motivo de regozijo público em Addis Ababa. Outro foi devolvido em 2003 depois que Ian McLennan reconheceu o antigo tabot em um leilão em Londres. Ele o comprou e doou ao governo da Etiópia.
Em fevereiro de 2024, o reitor da Abadia de Westminster concordou em princípio em devolver o tabot que está selado dentro de um altar na Abadia de Westminster para a Etiópia. Isso depende do consentimento da Casa Real, pois o monarca tem jurisdição sobre a Abadia.

## Galeria

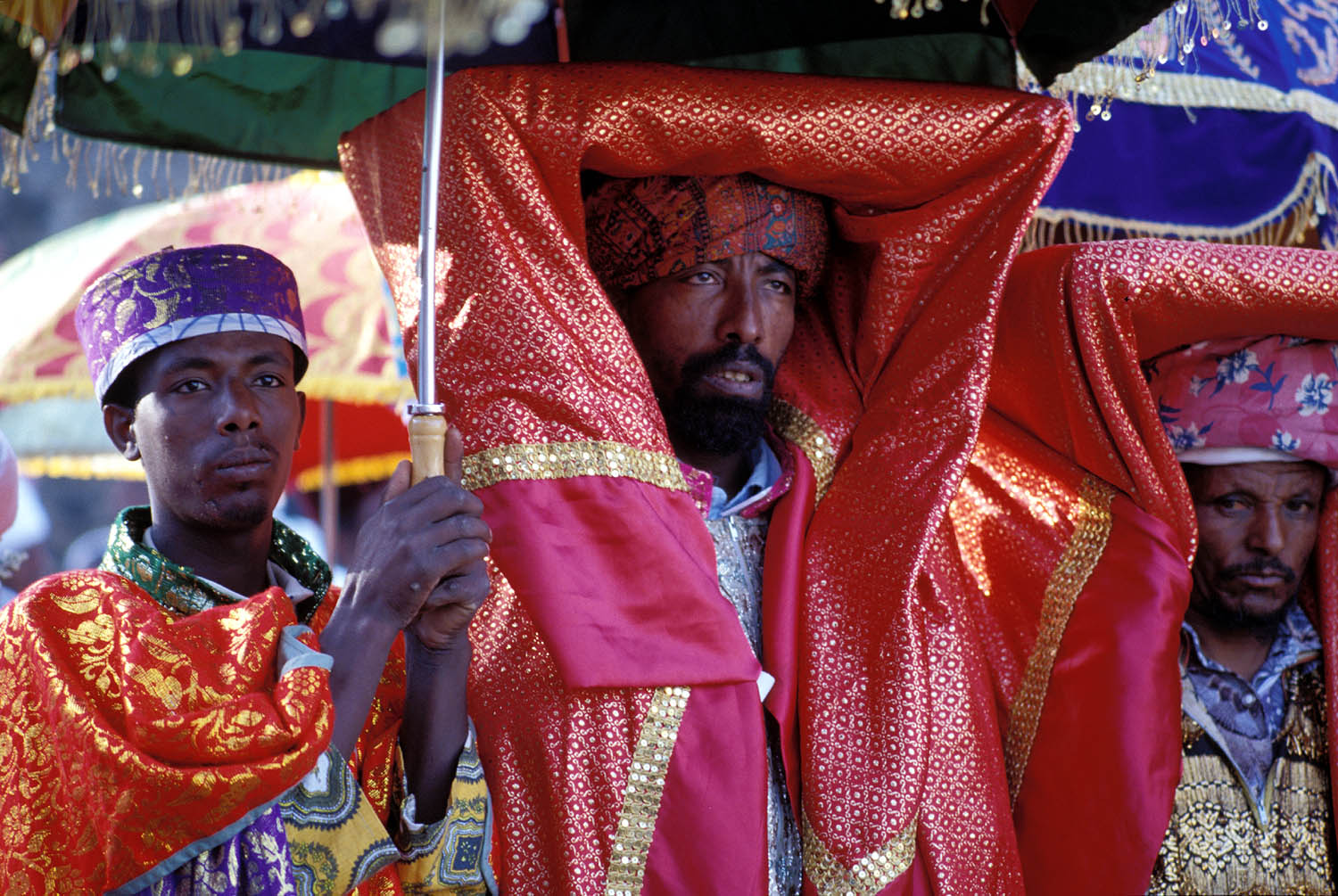
Tabot em Gondar
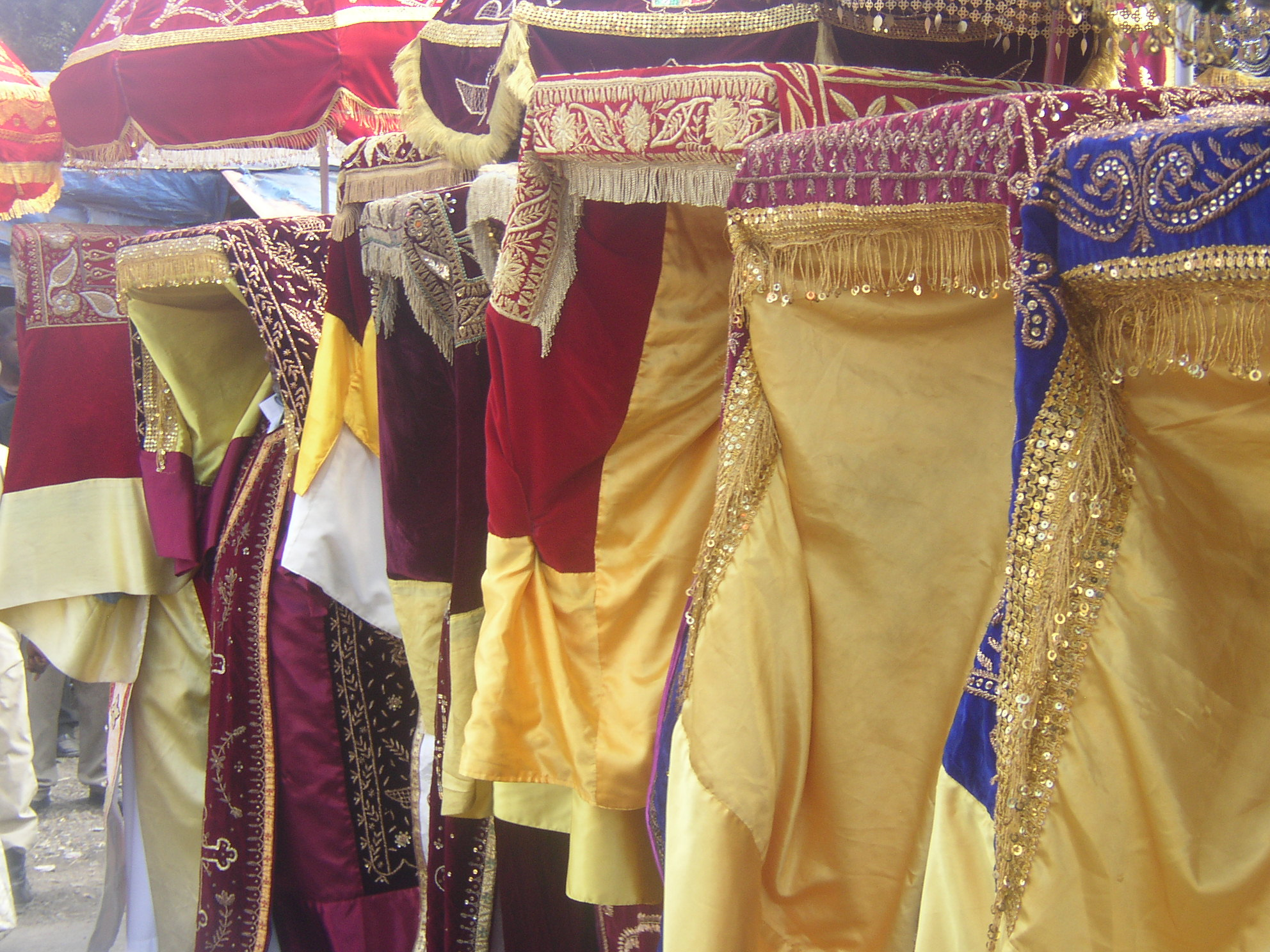
Tábuas tabot cobertas de várias igrejas em Adis Abeba a caminho da celebração de Timket.
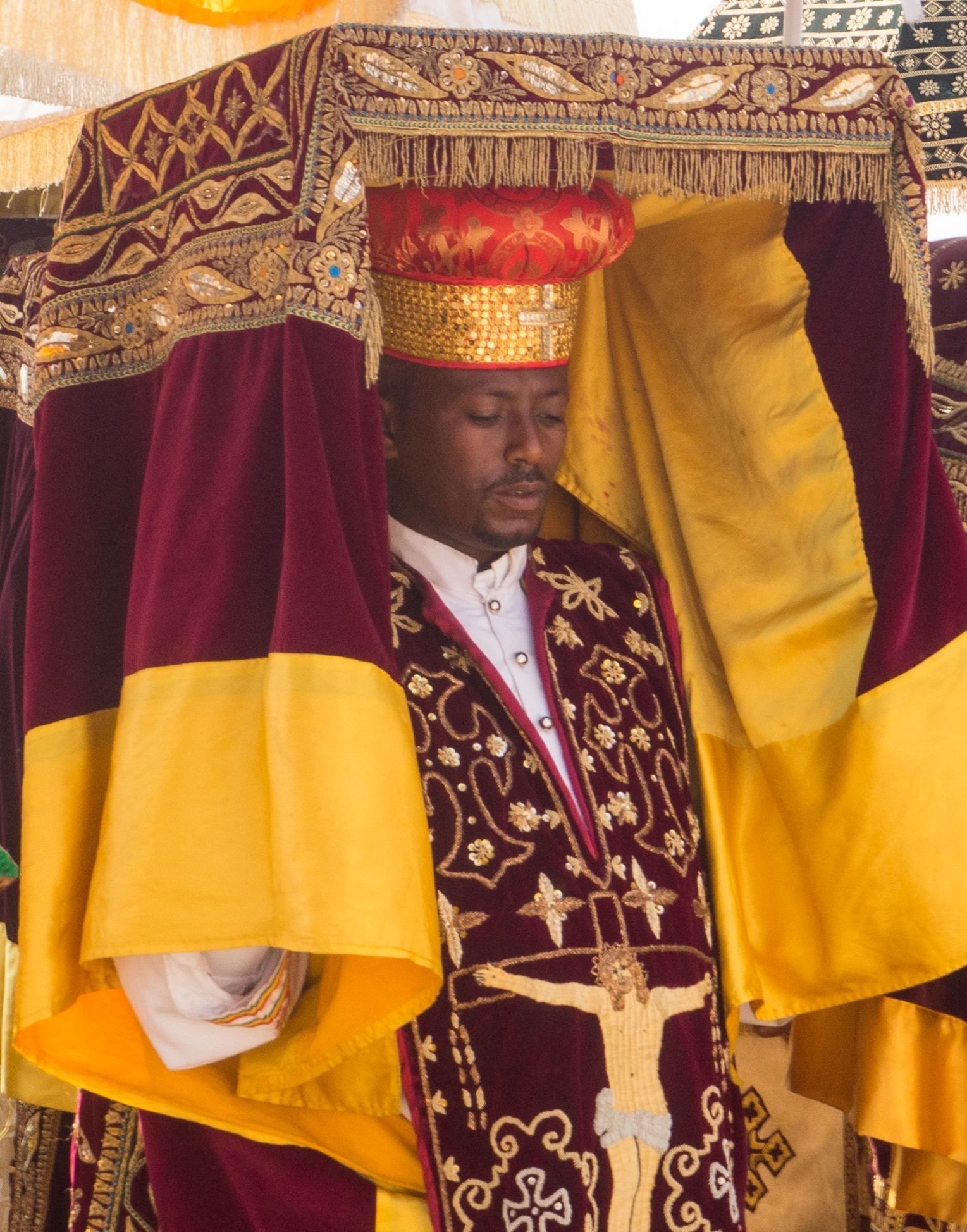
Padre etíope carrega um tabot durante uma cerimônia de Timket.